# Malagassische Republiek
De Malagassische Republiek of Republiek Malagasië/Malagassië (Malagassisch: Repoblika Malagasy, Frans: République malgache) was van 1958 tot 1975 de staatsvorm op het Afrikaanse eiland Madagaskar. De Malagassische Republiek ontstond in 1958 toen Frans-Madagaskar een autonome republiek werd binnen de Franse Communauté. Twee jaar later, op 26 juni 1960 verkreeg de republiek de volledige onafhankelijkheid. 
Philibert Tsiranana werd in 1959 gekozen tot de eerste president van Malagasië. Zijn beleid werd gekenmerkt door een prowesterse politiek en hij onderhield nauwe banden met Frankrijk. Hevige protesten tegen zijn beleid en de corruptie leidden in 1972 tot zijn aftreden. Hij werd opgevolgd door generaal Gabriel Ramanantsoa. Maar ook Ramanantsoa kon de groeiende economische en etnische problemen van het land niet oplossen en op 31 december 1974 werd hij bijna omvergeworpen via een staatsgreep. Om de eenheid in het land te herstellen droeg hij het presidentschap in februari 1975 over aan kolonel Richard Ratsimandrava. Ratsimandrava werd echter zes dagen later vermoord. Didier Ratsiraka, bijgenaamd de Rode Admiraal, greep in juni 1975 de macht. In december 1975 hernoemde hij het land tot de Democratische Republiek Madagaskar en begon hij met de opbouw van een socialistische samenleving, gebaseerd op het Malagassisch socialisme en het christelijk-marxisme. 
Aanvankelijk waren de Verspreide Eilanden in de Indische Oceaan ook een onderdeel van de Malagassische Republiek. Maar bij de onafhankelijkheid van Malagasië in 1960 werden de eilanden onder het bestuur van het Franse Réunion geplaatst. Tegenwoordig vormen deze eilanden een district van de Franse Zuidelijke en Antarctische Gebieden.